# Retrato de un confaloniero
Retrato de un confaloniero (en italiano, Ritratto di Gonfaloniere) es un cuadro de la pintora italiana Artemisia Gentileschi. Es una obra datada en 1622. Mide 208 cm de alto por 128 cm de ancho. Actualmente se conserva en el Palacio de Accursio de Bolonia (Italia).

## La obra
Artemisia Gentileschi tuvo, en vida, fama de excelente retratista. El género del retrato, junto al del bodegón, era por otro lado considerado de los más adecuados a las mujeres que ejercían el arte de la pintura.
El interés de este lienzo, firmada y datada por detrás, radica en el hecho de que es el único retrato existente que se puede atribuir con seguridad a la pintora romana.
En este cuadro Artemisia no defrauda las expectativas derivadas de su fama, considerándose en su estado definitivo como «uno de los ejemplos más sensacionales de la retratística caravagista». 
Un confaloniero es el hombre que lleva el confalón, esto es, la bandera, estandarte o pendón. El título del cuadro deriva de la presencia, a la derecha, de un confalón que se inserta en la escena. El caballero lleva sobre el pecho la cruz de la orden de San Mauricio, que luce una preciosa armadura, con una banda verde puesta de través y una elegante gorguera almidonada, hace buena muestra de sí, complaciéndose de su propia posición social. El confaloniero posa su mano, con afectada postura, sobre una mesilla. Sobre ella se vislumbra una opulenta cimera emplumada. 
- Datos: Q3937737
- Multimedia: Portrait of a Gonfaloniere / Q3937737